# Paul Dresser
Paul Dresser, född 22 april 1857 i Terre Haute, Indiana, död 31 januari 1906 i New York, amerikansk sångare, kompositör, textförfattare, skådespelare, pjäsförfattare och musikförläggare verksam i slutet av 1800-talet och början av 1900-talet. 

## Biografi
Johann Paul Dreiser växte upp i en stor familj med 13 barn (författaren Theodore Dreiser var hans yngre bror) och bodde i Sullivan och Terre Haute i Indiana. Föräldrarna John Paul Dreiser och Sarah Maria (född Schanab) var katoliker. Fadern hade invandrat från Tyskland. Dresser hade en orosfylld barndom och tillbringade även en tid i fängelse. Han lämnade hemmet vid sexton års ålder för att ansluta sig till en turnerande minstrelgrupp och uppträdde på flera lokala teatrar innan han anslöt sig till en medicinvagnsturné (där man sålde patentmedicin och bjöd på underhållning) 1878. Han var i decennier verksam som vaudevilleartist och musiker, innan han under senare år övergick till att ge ut musik. Dresser ändrade stavningen av sitt efternamn när han blivit framgångsrik. 
Dressers låtskrivartalang utvecklades under hans år som artist; han började med att skriva låtar som framfördes i hans shower och senare skrev och sålde han låtar till andra föreställningar. Dresser flyttade till New York och 1893 anslöt han sig till Tin Pan Alley Howley, Haviland and Company. Under perioden 1886 till 1906, komponerade och publicerade Dresser över 150 låtar. Hans största hit, "On the Banks of the Wabash" (1897), var den mest sålda låten på sin tid. Den kom att bli delstaten Indianas officiella sång 1913. Sångtexten berättar sentimentalt om trakterna kring Dressers barndomshem, nära Wabash River i Indiana.
På höjden av sin karriär var Dresser en riksbekant underhållare och framgångsrik låtskrivare. Han var generös och levde i överdåd. Kring sekelskiftet hamnade han i ekonomisk kris då hans musik inte längre var i ropet. År 1905 gick hans musikförlagsverksamhet i konkurs. Han dog året efter, vid 48 års ålder av en hjärnblödning.
Dressers porträtterades av Victor Mature i musikalfilmen Vackra Sally från 1942. Filmen innehåller flera av hans örhängen, som "My Gal Sal”, "Come Tell Me What's Your Answer, Yes or No" och "On the Banks of the Wabash”. Även om filmen utges handla om Dresser stämmer handlingen mycket lite in på hans egentliga liv. Filmen är baserad på essän "My Brother Paul" ur brodern Theodore Dreisers bok Twelve Men från 1919.
Dresser gick ibland under textförfattarnamnet P. Würck. Han valdes in i Songwriters Hall of Fame 1970.